# يو إف سي 80
يو إف سي 80: نيران سريعة (بالإنجليزية: UFC 80: Rapid Fire)‏ هو حدث لفنون القتال المختلطة نظمته يو إف سي، أُقيم في 19 يناير 2008، على يوتيليتا أرينا نيوكاسل في نيوكاسل أبون تاين، المملكة المتحدة.